# Epejrogeneza
Epejrogeneza, ruchy lądotwórcze, ruchy epejrogeniczne (gr. ἤπειρος „ląd” i γένεσις „tworzenie”) – ruchy tektoniczne przebiegające spokojnie, w codziennym życiu niezauważalnie, powoli podnoszące lub obniżające znaczne obszary lądów, z prędkością rzędu mm lub cm na rok. 
Nie powodują zmian w układzie warstw skalnych. Są to m.in. ruchy wywołane izostazją. Powodują m.in.  transgresję morską i regresję.